# Marian Kmita
Marian Kmita (ur. 28 września 1962 w Brzegu Dolnym) – polski menedżer mediów, działacz sportowy i samorządowy, dziennikarz oraz publicysta.

## Wykształcenie
W 1987 r. ukończył studia w zakresie historii na Wydziale Filozoficzno-Historycznym Uniwersytetu Wrocławskiego, a w 1994 r. ukończył Study in Organizational and Managerial Communication organizowane przez Central Connecticut State Universtity, Politechnikę Wrocławską i Uniwersytet Wrocławski. W 1995 r. ukończył również kurs BBC Workshop for Senior Editors.

## Działalność zawodowa
Bezpośrednio po ukończeniu studiów podjął pracę w Liceum Ogólnokształcącym w Brzegu Dolnym jako nauczyciel historii, gdzie pracował w latach 1987–1992. Od roku 1992 do 1994 był rzecznikiem prasowym wojewody wrocławskiego. W 1994 r. związał się zawodowo z TVP Wrocław, gdzie pracował przez rok, najpierw jako szef Biura Programowego, a później jako szef Redakcji Programów Informacyjnych i Sportowych. W roku 1995 był szefem Redakcji Sportowej Radia Eska Wrocław. W latach 1996–2001 był prezesem zarządu Spółki Słowo Sportowe, wydawcy tygodnika o takim samym tytule. W 1996 roku rozpoczął pracę w TVP1, jako szef Redakcji Sportowej, gdzie kierował m.in. obsługą telewizyjną Mistrzostw Europy w piłce nożnej Anglia 1996, Igrzysk Olimpijskich w Atlancie 1996, Igrzysk Olimpijskich w Nagano i Mistrzostw Świata w piłce nożnej Francja 1998. Od 1999 pracuje Polsacie, gdzie został dyrektorem ds. sportu oraz twórcą kanału Polsat Sport, który zaczął nadawać swój program w sierpniu 2000. Został także dyrektorem kanału Polsat Futbol. Od 2014 r. redaktor naczelny portalu PolsatSport.pl.  
Promotor piłki siatkowej w Polsce – od 1996 r. stale współpracuje z działaczami Polskiego Związku Piłki Siatkowej przy planowaniu i organizacji wszystkich głównych imprez siatkarskich. 
Felietonista Przeglądu Sportowego, Słowa Sportowego, Gazety Wyborczej, Polski The Times, Piłki Nożnej Plus, PolsatuSport.pl i Interii.pl. Współautor albumu Biało-czerwone mundiale (Zysk i S-ka, 2006, ISBN 83-7298-927-3). 

## Działalność społeczna
Od 1985 r. był członkiem wrocławskiego Ruchu Społecznego „Solidarność”, brał udział w podziemnym wydawaniu i kolportażu wydawnictw drugiego obiegu „Kret” i „Profil”, a od 1988 r. był kurierem wrocławskich struktur podziemnych do Wiednia i Berlina, skąd przywoził wydawnictwa bezdebitowe, kolportowane na terenie Dolnego Śląska. W 1989 r. został członkiem wrocławskiego Stowarzyszenia „Centrum Demokratyczne”. W latach 1990–1998 r. był radnym Rady Miejskiej w Brzegu Dolnym, od 1990 do 1994 społecznym przewodniczącym tej rady i społecznym wiceburmistrzem miasta. W roku 1990 rozpoczął wydawanie lokalnego tygodnika „Kurier Gmin”, którego redaktorem naczelnym był do roku 1994, a współwłaścicielem wraz z żoną do roku 2018. W tym samym roku był jednym ze współzałożycieli Stowarzyszenia MMA Polska, którego był wiceprezesem przez dwa lata. Od roku 2020 jest również wiceprezesem zarządu spółki Polsat Boxing Promotions, a także członkiem Klubu Strzeleckiego „Proelia” Warszawa. Od kwietnia 2023 r. wiceprezes Polskiego Komitetu Olimpijskiego.

## Nagrody
- Złota odznaka Urzędu Kultury Fizycznej i Turystyki „Zasłużony Działacz Sportu” 1998
- Nagroda magazynu „Manager” „Manager Award” 2016[6]
- Nagroda Ministerstwa Sportu i Turystyki „Promotor Sportu” 2021